# Керенский, Олег Александрович
Оле́г Алекса́ндрович Ке́ренский (англ. Oleg Alexander Kerensky; 16 апреля 1905, Санкт-Петербург — 25 июня 1984, Лондон) — английский инженер-мостостроитель русского происхождения.

## Происхождение и образование
Родился в Санкт-Петербурге, на Бассейной улице, в семье помощника присяжного поверенного Александра Керенского.
Вместе с младшим братом Глебом учился в коммерческом училище Шидловской на Шпалерной улице, где в это же время учились будущие композитор Дмитрий Шостакович и философ Владимир Лосский, сыновья художника Кустодиева, большевиков Каменева и Троцкого. Успел окончить семь классов — в 1918 году училище было закрыто.

## Революция и Гражданская война
После Октябрьской революции Александр Керенский перешел на нелегальное положение, жил на конспиративных квартирах, а Олег, его мать и младший брат какое-то время жили у друзей семьи: адвокатов В.В. Сомова и Соколовского. Квартиру Керенских на Тверской отобрали, и семья была вынуждена переехать в уплотненную квартиру бабушки Олега на Песках.
5 января 1918 года участвовал в демонстрации в поддержку Учредительного собрания.
Летом 1918 семья поехала под Усть-Сысольск. Там их арестовали и отправили в Москву, на Лубянку, обвиняли в попытке бегства к белым, но через шесть недель, осенью 1918, выпустили. Семья вернулась в Петроград, вновь поселилась у бабушки, а Олег и Глеб вернулись в школу, где успели окончить ещё один класс.
Выехать из Петрограда семье помог эсер Борис Соколов. Он рассказал, что Александр Керенский жив и посоветовал уезжать из России. Младший брат Глеб был болен туберкулезом, и поскольку лечить его в России было невозможно, семья решилась на отъезд. В августе 1920 года Соколов через эстонского консула устроил Керенским фальшивые паспорта на фамилию Петерсон, и они как эстонские граждане выехали в Эстонию, при этом у матери Олега украли часть драгоценностей. Из Ревеля Керенские отправились в Швецию.

## В эмиграции
В августе 1920 года семья перебралась в Англию. Здесь Олег Керенский встретился с отцом.
В 1921 году поступил в частную школу, позднее окончил университет (1927) и, как и младший брат Глеб, стал инженером. Олег, его брат и мать остались жить в Англии.
Будучи сотрудником компании Дорман Лонг, участвовал в проектировании знаменитого моста Харбор-Бридж в Сиднее. В качестве сотрудника, а позднее — партнера фирмы Freeman Fox & Partners, спроектировал многие дорожные мосты и инженерные строения в Британии, например Купол открытий в Лондоне, крупнейший купол в мире. На основании его проекта 1950 года построен подвесной мост через пролив Босфор в Стамбуле. В 1970—1971 годах был президентом Института инженеров-конструкторов, а в 1977 году получил его золотую медаль.
В 1964 году был удостоен звания командора ордена Британской империи, а в 1970 году избран членом Лондонского королевского общества.
Скончался 25 июня 1984 года в Лондоне.
Институт инженеров-конструкторов провёл две международных конференции в память Олега Керенского: в Лондоне (1988) и Глазго (1990).

## Семья
- Мать — Ольга Львовна Керенская (дев. Барановская, 1884—1975), дочь генерала[2].
- Брат — Глеб Александрович Керенский.
- Сын — Олег Олегович Керенский (1930—1993) — писатель, публицист, балетный и театральный критик, автор книг «Мир балета» (1970), «Анна Павлова» (1973), «Новая британская драма» (1977). Был близким другом Рудольфа Нуреева. В 1981 году снялся в роли своего деда в американском фильме «Красные».

## Интересы
Был любителем охоты.